# Helen Schucman
Helen Cohn Schucman (14 de julio de 1909 - 9 de febrero de 1981), cuyo nombre de soltera era Helen Cohn, fue una psicóloga e investigadora clínica norteamericana natural de Nueva York. Fue profesora de psicología médica en la Universidad de Columbia de Nueva York desde 1958 hasta su retiro en 1976. Es conocida principalmente por haber escrito, con la ayuda de su colega psicólogo William Thetford, del libro Un curso de milagros (1975, primera edición), cuyo contenido afirmaba haberle sido dictado por una voz interior que ella identificó como Jesús. Sin embargo, conforme a su voluntad, el nombre de la propia psicóloga no fue dado a conocer al público hasta después de su fallecimiento en 1981.

## Familia y formación
Los padres de Helen eran Sigmund Cohn, un acomodado químico metalúrgico, y Rose Black, quienes contrajeron matrimonio el 18 de octubre de 1896 en Manhattan. Aunque ambos progenitores eran parcialmente de origen judío, no eran practicantes. Helen tuvo un hermano catorce años mayor que ella, Adolph Cohn. La madre de Helen estuvo interesada en la teosofía y otros movimientos como la Ciencia Cristiana y la Escuela de Unidad Cristiana. Sin embargo, fue la ama de llaves de la familia, Idabel, una bautista, quien tuvo la mayor influencia en lo referente a asuntos religiosos sobre Helen durante su infancia. A los doce años, en 1921, Helen visitó Lourdes (Francia), donde parece ser que tuvo alguna experiencia espiritual. Al año siguiente, recibió el bautizo propio de la Iglesia Bautista. Durante su período de aprendizaje en la Universidad de Nueva York (1931-1935), contrajo matrimonio con su compañero de estudios Louis Schucman el 26 de mayo de 1933, en una ceremonia de apenas diez minutos en el despacho de un rabino local. Louis era propietario de una librería en Manhattan, y Helen trabajó en ella durante los primeros años de su matrimonio. Años después, Helen regresa a la Universidad de Nueva York (1952-1957), donde recibe su licenciatura y posteriormente su doctorado en Psicología.

## Vida adulta y carrera profesional
Helen Schucman ocupó el cargo de profesora asociada de psicología médica en el Colegio de Médicos y Cirujanos de la Universidad de Columbia en el Hospital Presbiteriano de Nueva York. Allí trabajó junto a William Thetford, a quien conoció por primera vez en 1958. Un curso de milagros fue escrito entre 1965 y 1972 a través de un proceso de dictado interior cuya voz transmisora se identificó a sí misma como Jesucristo conforme al testimonio de la propia Helen. Las primeras palabras fueron (en inglés): «Esto es un curso de milagros, por favor tome nota».
Schucman también escribió dos folletos suplementarios a Un curso de milagros por el mismo procedimiento. Tras la edición de la obra, Schucman comenzó a reducir su dedicación en todo lo relacionado con el proyecto y nunca estuvo tan implicada en su promoción tal como lo estuvieron sus editores, Bill Thetford y Kenneth Wapnick.
En 1980, Helen Schucman fue diagnosticada con cáncer de páncreas avanzado. Tras una prolongada enfermedad, falleció en 1981 cuando contaba 71 años. Solo después de su muerte se reveló su nombre como «escriba» de Un curso de milagros. Posteriormente, una colección de sus poemas, Los regalos de Dios, fue publicada por la Fundación para la Paz Interior.

## Legado
Ausencia de felicidad: la historia de Helen Schucman, la escriba de «Un curso de milagros» es la única biografía de Schucman. Fue escrita por Kenneth Wapnick, con el que Helen mantuvo una gran amistad. Tras el fallecimiento de la doctora Schucman, Wapnick fundó la Fundación para Un Curso de Milagros, la organización que inicialmente tenía los derechos de autor sobre el libro, que posteriormente fue declarado libre de derechos.
Helen Schucman también escribió una breve y deliciosa autobiografía que se puede leer aquí.